# Isola South
South (isola del sud) è una piccola isola disabitata delle isole Andreanof, nell'arcipelago delle Aleutine, e appartiene all'Alaska (USA). Si trova nella Bay of Islands, sulla costa occidentale di Adak.
È stata così chiamata da una spedizione della US Navy nel 1934.